# Hlaholice

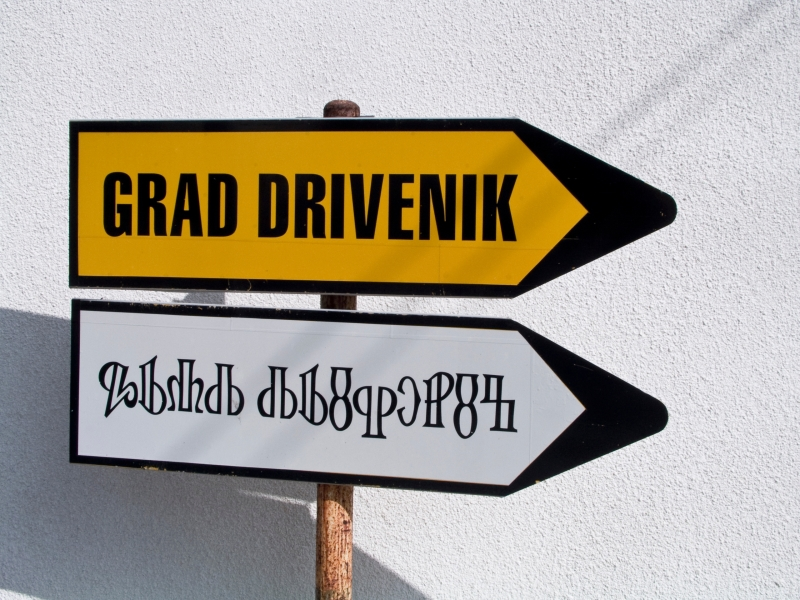
Nápis v chorvatštině, latinka a hlaholice – „Město Drivenik“

Hlaholice či řidčeji a zastarale glagolice je nejstarší, dnes jen výjimečně užívané slovanské písmo. Jeho jméno pochází ze staroslověnského slovesa glagolati – hovořit nebo podstatného jména glagolъ – slovo. Písmo tvořilo základ kultury a vzdělanosti Velké Moravy, později se rozšířilo do jiných slovanských zemí, kde se nejdéle udrželo v Chorvatsku. Během 10. století Slované přešli buď k latince nebo cyrilici (která má na hlaholici nezávislý původ) a hlaholice byla odsunuta na okraj.

## Původ

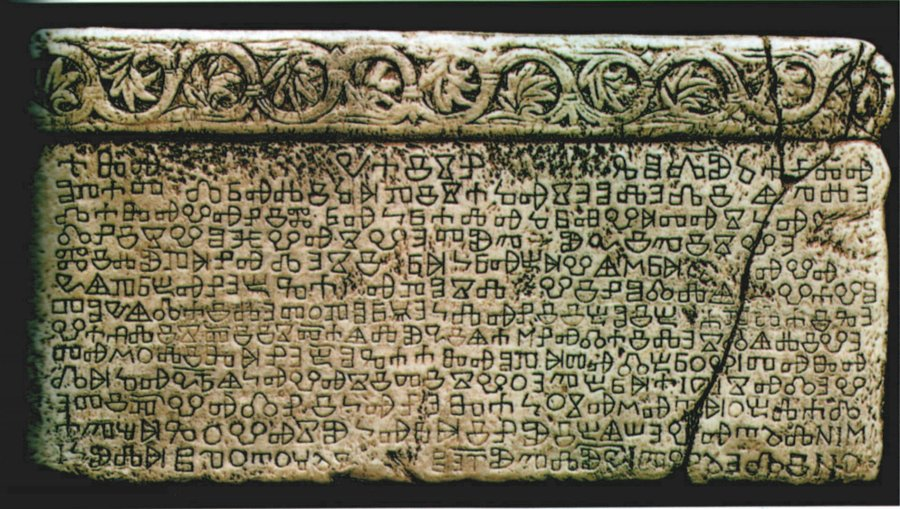
Písmo hlaholice z chorvatského ostrova Krk z 10. století

Hlaholici vytvořil Konstantin ze Soluně (svatý Cyril) kolem 862–863. Podnětem k tomu mu byla jeho mise na Moravu (žádost moravského vládce Rastislava u východořímského císaře Michala III.) a nutnost vytvořit písmo pro přijatelný zápis slovanštiny, do níž bylo třeba překládat bohoslužebné i jiné texty. Hlaholice měla původně 41 znaků, některé pro hlásky, které se vyskytovaly jen ve slovech přejatých z řečtiny. Z nich 24 grafémů je pravděpodobně odvozeno ze středověkých kurzivních minuskulních znaků řeckého písma. Původ ostatních znaků není znám, část z nich je pravděpodobně odvozena z písmen hebrejského a samaritánského písma (s nimi se Konstantin seznámil na své předchozí cestě k Chazarům), některé mohou mít i spojitost s abecedou koptskou, gruzínskou a s latinkou. Jiná teorie, dnes již zastaralá a neuznávaná, říkala, že hlaholice má základ v domácím (diskutovaném) runovém písmu („črty a vruby“, viz níže a také slovanské runy), které bylo, podobně jako germánské runy, v předkřesťanské době užíváno výhradně k náboženským účelům. Hlaholice byla každopádně sestavena jako vědomý celek s návazností mnoha písmen a jednotnou grafickou úpravou zvláštního ornamentálního rázu.

### Svědectví mnichaChrabra(„O písmenech“)
Slované dřív, pokud byli pohany, neměli písma, ale počítali a věštili črtami a zářezy. Když se pokřtili, snažili se psát slovanskou řeč bez úpravy latinskými i řeckými písmeny. Ale jak je možné psát správně řeckými písmeny bogъ nebo životъ nebo dzělo nebo crъkovъ nebo člověkъ nebo širota nebo ščedroty nebo junostь nebo ǫdu nebo językъ nebo ědъ a jiná jim podobná? A tak bylo mnohá léta. Potom však lidumilný Bůh, který vše řídí, neponechal lidské plémě slovanské bez vzdělání, ale přiváděje celé k vědění a spasení, smiloval se nad plemenem slovanským a seslal mu svatého Konstantina Filozofa, zvaného Kyril, muže spravedlivého a pravého. A ten pro ně vytvořil třicet a osm písmen, některá po vzoru řeckého písmene, jiná pak podle slovanského jazyka, počav podle řečtiny prvním. Oni totiž začínají alfa a on azъ. Od azъ začíná obojí. A jak to učinili oni, aby napodobili židovská písmena, tak i on řecká…

## Rozšíření

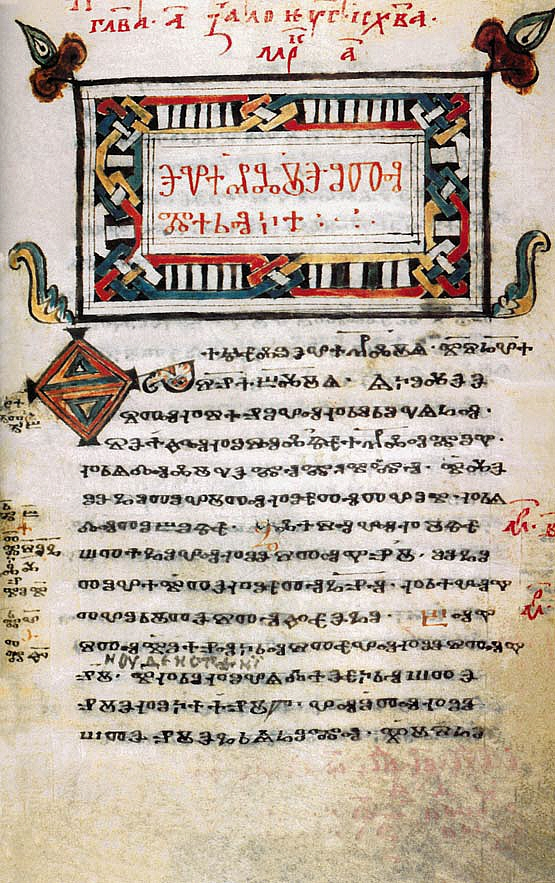
Stránka ze Zografského kodexu, psaného na přelomu 10. a 11. století v klášteře na hoře Athos

Na Moravě se hlaholice používala v letech 863–886 pro oficiální státní a bohoslužebné účely. Vyučovala se na škole (akademii), kterou založil Konstantin nebo Metoděj a kde byli vychováváni jejich učedníci. V roce 886 byli nitranským biskupem Wichingem kněží slovanského obřadu vyhnáni a hlaholice se na Moravě přestala užívat. Několika z vyhnaných kněží se ujal bulharský chán Boris I. a pověřil je výukou bulharských kněží; založil za tímto účelem dvě akademie, v Ochridu a Preslavi. Bulharsko totiž přijalo křesťanství teprve nedávno a Boris viděl ve vlastním bohoslužebném jazyce a písmu záruku nezávislosti bulharské církve na cařihradském patriarchátu. Z bulharských škol se hlaholice rozšiřovala do dalších zemí na Balkánu, dostala se i do Chorvatska a Dalmácie, kde se udržela velmi dlouho; zde také vznikla hranatá varianta písma vedle staršího oblého. Roku 1248 dokonce papež Inocenc IV. dal Chorvatům ojedinělé privilegium užívat v liturgii vlastní jazyk a písmo, kterým byla právě hlaholice.
Kromě Bulharska a Chorvatska se od 10. století hlaholice užívala ještě v Čechách a v malé míře i na Kyjevské Rusi. V polovině 14. století se na čas vrátila do Čech, konkrétně do Prahy, hranatá podoba hlaholice, když tam byli r. 1347 českým králem Karlem IV. v rámci jeho snahy o znovuzavedení slovanské liturgie povoláni chorvatští mniši (glagoljaši), pro něž byl na Novém Městě pražském založen klášter sv. Jeronýma a Panny Marie – pro tento klášter se později vžilo označení Emauzy. (Ve zdejším skriptoriu vznikla mj. i hlaholská část Remešského evangeliáře, korunovačního kodexu francouzských králů.) Z pražských Emauz byli později (1390) králem Vladislavem Jagellem a jeho ženou Hedvikou povoláni mniši do Polska, k nově založenému kostelu sv. Kříže na krakovském předměstí Kleparz; slovanský-hlaholský ráz této fundace pak přetrval až do 70. let 15. století.

## Písmena
Zde je uveden přehled písmen hlaholice. Protože bylo zvykem přidávat písmenům i číselný význam (samostatné znaky pro číslice neexistovaly), je uvedena i číselná hodnota písmen, podrobně viz číslice hlaholice.
| Písmeno | Písmeno            | Písmeno          | Staroslověnské jméno           | Hláskový význam                                      | Číselná hodnota | Předpokládaný původ                                                          |
| Unicode | Oblá varianta      | Hranatá varianta | Staroslověnské jméno           | Hláskový význam                                      | Číselná hodnota | Předpokládaný původ                                                          |
| ------- | ------------------ | ---------------- | ------------------------------ | ---------------------------------------------------- | --------------- | ---------------------------------------------------------------------------- |
| Ⰰ       | Azu                | Azu              | Azъ                            | [a]                                                  | 1               | Znak kříže nebo hebrejské alef (א)                                           |
| Ⰱ       | Buky               | Buky             | Buky                           | [b]                                                  | 2               | Neznámý; /m/ v samaritánské abecedě vypadá stejně, ale je zrcadlově obráceno |
| Ⰲ       | Vědě               | Vědě             | Vědě                           | [v]                                                  | 3               | Asi latinské v (V v)                                                         |
| Ⰳ       | Glagolu            | Glagolu          | Glagolъ                        | [g]                                                  | 4               | Řecké gamma (Γ γ)                                                            |
| Ⰴ       | Dobro              | Dobro            | Dobro                          | [d]                                                  | 5               | Řecké delta (Δ δ)                                                            |
| Ⰵ       | Jestu              | Jestu            | Jestъ                          | [e]                                                  | 6               | Samaritánské /he/ nebo řecká číslice sampi (ϡ)                               |
| Ⰶ       | Živěte             | Živěte           | Živěte                         | [ʒ]                                                  | 7               | možná koptské č (Ϫ)                                                          |
| Ⰷ       | Dzělo              | Dzělo            | Dzělo                          | [ʣ] (tradičně česky psáno dz)                        | 8               | Neznámý                                                                      |
| Ⰸ       | Zemlja             | Zemlja           | Zemlja                         | [z]                                                  | 9               | Varianta řeckého theta (Θ θ)                                                 |
| Ⰹ, Ⰺ    | ,                  | Iže              | Iže                            | [i]                                                  | 10              | Řecké iota s diarezí (Ϊ ϊ)                                                   |
| Ⰻ       | I                  | I                | I                              | [i], [j]                                             | 20              | Neznámý, asi kombinace křesťanských symbolů trojúhelníku a kruhu             |
| Ⰼ       | Ďerv               | Ďerv             | Ďerv                           | [ʥ] (palatální g nebo d)                             | 30              | Neznámý                                                                      |
| Ⰽ       | Kako               | Kako             | Kako                           | [k]                                                  | 40              | Hebrejské kaf (ק)                                                            |
| Ⰾ       | ,                  | Ljudie           | Ljudьje                        | [l]                                                  | 50              | Řecké lambda (Λ λ)                                                           |
| Ⰿ       | Myslite            | Myslite          | Myslite                        | [m]                                                  | 60              | Řecké mý (Μ μ)                                                               |
| Ⱀ       | Našь               | Naši             | Našь                           | [n]                                                  | 70              | Neznámý                                                                      |
| Ⱁ       | Onu                | Onu              | Onъ                            | [o]                                                  | 80              | Neznámý                                                                      |
| Ⱂ       | Pokoi              | Pokoi            | Pokojь                         | [p]                                                  | 90              | Řecké pí (Π π)                                                               |
| Ⱃ       | Rici               | Rici             | Rьci                           | [r]                                                  | 100             | Řecké ró (Ρ ρ)                                                               |
| Ⱄ       | Slovo              | Slovo            | Slovo                          | [s]                                                  | 200             | Neznámý, asi kombinace křesťanských symbolů kruhu a trojúhelníku             |
| Ⱅ       | Tvrido             | Tvrido           | Tvrьdo                         | [t]                                                  | 300             | Řecké tau (Τ τ)                                                              |
| Ⱆ       | Uku                | Uku              | Ukъ                            | [u]                                                  | 400             | Spojení znaků Onъ (Ⱁ) a Yžica (Ⱛ)                                            |
| Ⱇ       | Fritu              | Fritu            | Fertъ                          | [f]                                                  | 500             | Řecké fí (Φ φ)                                                               |
| Ⱈ       | Heru               | Heru             | Chěrъ                          | [x] (tradičně česky psáno ch)                        | 600             | Neznámý, ale podobá se písmenu Glagolъ (Ⰳ), rovněž se podobá latinskému h    |
| Ⱉ       | Out                | Out              | Otъ                            | [o] (používalo se jen pro přepis řeckého omega (Ω ω) | 700             | Spojení písmena Onъ (Ⱁ) a téhož písmene zrcadlově otočeného                  |
| Ⱋ       | Šta                | Šta              | Šta                            | [ʃt] (tradičně česky psáno št)                       | 800             | Částečné spojení písmena Ša (Ⱎ) a písmena Tvrьdo (Ⱅ)                         |
| Ⱌ       | Ci                 | Ci               | Ci                             | [ʦ] (tradičně česky psáno c)                         | 900             | Hebrejské písmeno cade (צ ץ)                                                 |
| Ⱍ       | Črivi              | Črivi            | Črьvь                          | [ʧ] (tradičně česky psáno č)                         | 1000            | Neznámý                                                                      |
| Ⱎ       | Ša                 | Ša               | Ša                             | [ʃ] (tradičně česky psáno š)                         | 2000            | Hebrejské šín (ש)                                                            |
| Ⱏ       | ,                  | Jeru             | Jerъ (dnes nazýváno tvrdý jer) | [ɯ] (velice krátké u)                                | 3000            | Neznámý                                                                      |
| ⰟⰊ      | Jery               |                  | Jery                           | [ɨ] (podobně jako ruské ы)                           |                 | Spojení písmena Jerъ (Ⱏ) a Iže (Ⰺ) (místo Iže se též používalo I (Ⰻ))        |
| Ⱐ       | ,                  | Jeri             | Jerь (dnes nazýváno měkký jer) | [ɘ] (velmi krátké i)                                 |                 | Neznámý                                                                      |
| Ⱑ       | Jati               | Jati             | Ětь                            | [æ]                                                  | 4000            | Možná z řeckého nápisného alfa (Α)                                           |
| Ⱖ       |                    |                  | Jo                             | [jo]                                                 |                 | Neznámý                                                                      |
| Ⱓ       | Jou                |                  | Ju                             | [ju]                                                 | 5000            | Neznámý                                                                      |
| Ⱔ       | Ensu (small jousu) |                  | Ęnsъ                           | [ę]                                                  | 9000            | Neznámý                                                                      |
| Ⱗ       | Jensu              |                  | Jęnsъ                          | [ję]                                                 |                 | Spojení písmena Jestъ (Ⰵ) a Ęnsъ (Ⱔ)                                         |
| Ⱘ       | Onsu               |                  | Ǫnsъ                           | [ǫ]                                                  |                 | Spojení písmen Onъ (Ⱁ) a Ęnsъ (Ⱔ)                                            |
| Ⱙ       | Jonsu              |                  | Jǫnsъ                          | [jǫ]                                                 |                 | Spojení písmen Jo (Ⱖ) a Ęnsъ (Ⱔ)                                             |
| Ⱚ       | Fita               |                  | Fita                           | [θ] (používalo se jen pro přepis řeckého theta)      |                 | Řecké theta (Θ θ)                                                            |
| Ⱛ       | Yžica              |                  | Yžica                          | [ʏ] (vyslovuje se jako německé ü)                    |                 | Spojení písmen Iže (Ⰹ) a Jerъ (Ⱏ) (?)                                        |

## Unicode
Pro hlaholici je v unicode rezervován blok U+2C00..U+2C5F (Glagolitic).

## Kvadrátní hlaholice
V roce 1372 založil císař Karel IV. v Praze na Slovanech Emauzský klášter a povolal do něho benediktiny-hlaholity z Charvátska; proto se v klášteře psalo charvátskou hlaholicí hranatého tvaru, jakou je napsána například Bible hlaholská. Tak byly psány nejenom spisy ve staroslověnštině, ale do hlaholice se přepisovaly i některé staročeské texty. Viz commons:Category:Angular Glagolitic letters.

## Ligatury
U hlaholského písma se setkáváme s velkým množstvím ligatur a to nejenom dvou, ale i tří a čtyř písmen a to zejména v období charvátskohlaholském, jak dosvědčuje například Bible hlaholská. Příklady hlásek, ze kterých ligatury vznikaly:
- aa, ga, za, da
- vd, vr, vrz, vrt, vt, vtv, vz, vzv, vzd, vp, vl
- dv, dž
- el, mžt
- zd, zl, zr, zv, zt
- ml, mž, mč
- lv, ll
- pl, przd, pv, prvd
- tr, tv, tl, tvrd, tz
- chv
- jud, juda
- nd, ng

Tyto ligatury mohou dnes lehce komplikovat četbu textu čtenáři, který na ně není zvyklý.